# Ne'ot Afeka Alef

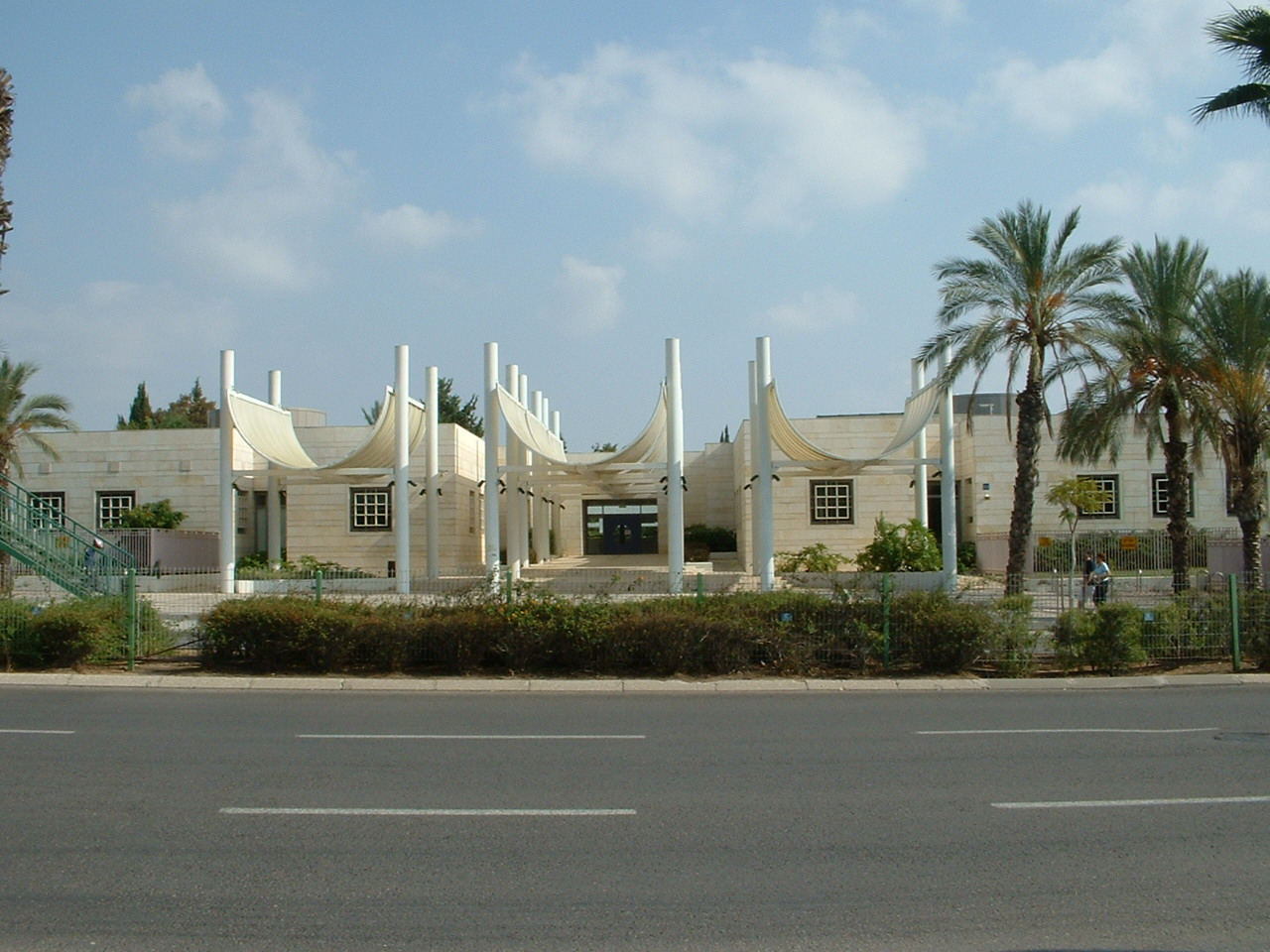
Škola ve čtvrti Ne'ot Afeka Alef

Ne'ot Afeka Alef (hebrejsky: 'נאות אפקה א) je čtvrť v severovýchodní části Tel Avivu v Izraeli. Je součástí správního obvodu Rova 2 a samosprávné jednotky Rova Cafon Mizrach. Spolu se sousední čtvrtí Ne'ot Afeka Bet tvoří širší urbanistický celek Ne'ot Afeka.

## Geografie
Leží na severovýchodním okraji Tel Avivu, cca 3,5 kilometru od pobřeží Středozemního moře a cca 1,5 kilometru severně od řeky Jarkon, v nadmořské výšce okolo 30 metrů. Dopravní osou je silnice číslo 482 (ulice Pinchas Rosen), která probíhá po východním okraji čtvrti. Na východu sousedí se čtvrtí Neve Dan, na jihu s Ma'oz Aviv, na severozápadě s Tel Baruch Darom a na severu s Ne'ot Afeka Bet.

## Popis čtvrti
Plocha čtvrti je vymezena na severu ulicí Avraham Šlonski, na jihu Mivca Kadeš, na východě ulicí Pinchas Rosen a na západě třídou Bnej Efrajim. Zástavba má charakter vícepodlažních bytových domů. V roce 2007 tu žilo 2 877 obyvatel. 